# Bro gozh ma zadoù
Das Lied Bro gozh ma zadoù („Das alte Land meiner Väter“) ist die Nationalhymne der Bretagne.
Die Melodie ist dieselbe wie die der walisischen Hymne Hen Wlad Fy Nhadau und der kornischen Hymne Bro Goth Agan Tasow und soll im Jahr 1856 vom Waliser Iago ab Ieuan (engl. James James, 1833–1902) komponiert worden sein. Der bretonische Text stammt von François „Taldir“ Jaffrenou (1879–1956), der ihn im Jahr 1898 verfasste. 1903 wurde Bro gozh ma zadoù von der Union Régionaliste Bretonne zur bretonischen Nationalhymne ausgerufen. Die Hymne hat keinen offiziellen Status als solche, wurde aber auf politischen Veranstaltungen verwendet.
Sie hat insbesondere seit der Rückbesinnung auf die bretonische Kultur ab Anfang der 1970er Jahre durch Musiker wie Alan Stivell, Tri Yann und Gilles Servat auf Schallplatten, Volksfesten, Konzerten und Festivals eine gewaltige Verbreitung in ganz Frankreich erfahren. Alleine die Zahl an Tonträger-Veröffentlichungen liegt im 21. Jahrhundert im dreistelligen Bereich. Beim Aufeinandertreffen von Stade Rennes und EA Guingamp im Endspiel um den französischen Fußballpokal 2009 baten die beiden bretonischen Klubs, dass vor Spielbeginn im Stade de France neben der französischen auch diese Nationalhymne gespielt werde, was der Landesverband FFF ihnen allerdings verweigerte. Als diese beiden Teams fünf Jahre später erneut im Finale standen, erlaubte die FFF – an deren Spitze mit Noël Le Graët mittlerweile ein Bretone stand – das Abspielen auch von Bro gozh ma zadoù.

## Text

### Bretonischer Originaltext
Ni, Breizhiz a galon, karomp hon gwir Vro!

Brudet eo an Arvor dre ar bed tro-do.

Dispont kreiz ar brezel, hon tadoù ken mad,

A skuilhas eviti o gwad.

Refrain:

O Breizh, ma Bro, me 'gar ma Bro.

Tra ma vo mor 'vel mur 'n he zro.

Ra vezo digabestr ma Bro!

Breizh, douar ar Sent kozh, douar ar Varzhed,

N'eus bro all a garan kement 'barzh ar bed,

Pep menez, pep traonienn, d'am c'halon zo kaer,

Enne kousk meur a Vreizhad taer!

Ar Vretoned 'zo tud kalet ha kreñv;

N'eus pobl ken kaloneg a zindan an neñv,

Gwerz trist, son dudius a ziwan eno,

O! pegen kaer ec'h out, ma Bro!

Mar d'eo bet trec'het Breizh er brez elioù braz,

He yezh a zo bepred ken bev ha bizkoazh,

He c'halon birvidik a lamm c'hoazh 'n he c'hreiz,

Dihunet out bremañ, ma Breizh!

### Deutsche Übersetzung
Wir Bretonen lieben unser wahres Land von ganzem Herzen!

Das Arvor ist in der ganzen Welt berühmt.

Unerschrocken vergossen inmitten des Krieges unsere guten

Väter für es ihr Blut.

Refrain:

Oh, Bretagne, mein Land, ich liebe mein Land

So wie das Meer es wie eine Mauer umgibt.

Mein Land soll befreit sein!

Bretagne, Land der alten Heiligen, Land der Barden,

es gibt kein anderes Land auf der Welt, das ich so liebe,

Jeder Berg, jedes Tal ist meinem Herzen teuer,

In ihnen schlafen viele tapfere Bretonen!

Die Bretonen sind harte und starke Leute;

Es gibt sonst kein so beherztes Volk unter dem Himmel,

Traurige Moritaten, fröhliche Lieder keimen in ihnen,

O! Wie schön du bist, mein Land!

Auch wenn die Bretagne in den großen Kriegen besiegt worden ist,

ist ihre Sprache noch so lebendig wie eh und je,

Ihr heißes Herz schlägt noch immer in ihrer Mitte,

Jetzt bist du erwacht, meine Bretagne!